# Семен Несвицький
Семен Несвицький (*д/н —1481) — князь Несвізький, Збаразький і Колоденський, староста крем'янецький у 1480-1481 роках.

## Життєпис
Походив з роду Несвицьких. Син Василя Несвицького-Збаразького, князя на Збаражі. Про дату, місце народження замало відомостей. Вважається, що разом з батьком брав участь у поверненні родинних володінь. Потім був учасником захисту Брацлавщини від нападу татарських загонів.
Водночас збільшував свої володіння через покупку та захоплення нових земель. Близько 1460 року оженився на Марії Степаньській, завдяки чому отримав округ Степань. Наприкінці 1461 року в Івашка Дичка князь придбав двір і село Рівне. 1469 році отримав привілей від короля Казимира IV стосовно підтвердження права на мито в Рівному (1 грош з воза). 
9 липня 1463 року у Луцьку після смерті батька зі своїми братами Василем і Солтаном розділив дідичеві маєтності, отримавши містечко Колодно і 21 село, зокрема Добриводи, Іванчани, Новики, Олишківці, Гніздичне, Шимківці, Глубичок та інші села переважно у Зборівському повіті. Також  отримав право на мито в Колодні (1 грош з возу). Згодом придбав 11 сіл в Луцькому повіті. У 1470 році Семен Несвицький придбав частину волості з центром у поселенні Басово у Ванька Кирдейовича Джуса. Незабаром після цього успадкував володіння стрийка Юрія Несвицького.
У 1472 році після смерті брата Солтана разом з іншим братом Василем розділив володіння померлого. У 1474 році після загибелі брата Василя, Семен захопив Василеву частку Солтанового спадку. Внаслідок цього вступив у конфлікт з небожами Михайлом Вишневецьким-Збаразьким та Семеном Старшим Збаразьким. Кофлікт врегулював великий князь Литовський та король Польський Казимир IV Ягеллончик. В результаті Семен Васильович отримав місто Манів із селами та Лопушку. Невдовзі після цього отримав від великого князя Казимира маєток Коськів на р. Хоморі в Полонському повіті.
1478 року заснував Ровенську волость. У 1480 році стає кременецьким старостою. При цьому постійно мешкав у Колодно (Колодені). На цій посаді організовував захист у цій частині Волині від нападу кримськотатарських загонів. Перед смертю Семен Васильович заповів частку спадщини брата небожові Михайлу. Помер у 1481 році.

## Родина
Дружина — Марія, донька князя Михайла Степаньського
Діти:
- Анастасія (д/н-1515/1516), дружина Семена Гольшанського